# Phepheng/Draaihoek
Phepheng/Draaihoek è un villaggio del Botswana situato nel distretto di Kgalagadi, sottodistretto di Kgalagadi South. Il villaggio, secondo il censimento del 2011, conta 994 abitanti.